# Statuaria prenuragica e nuragica

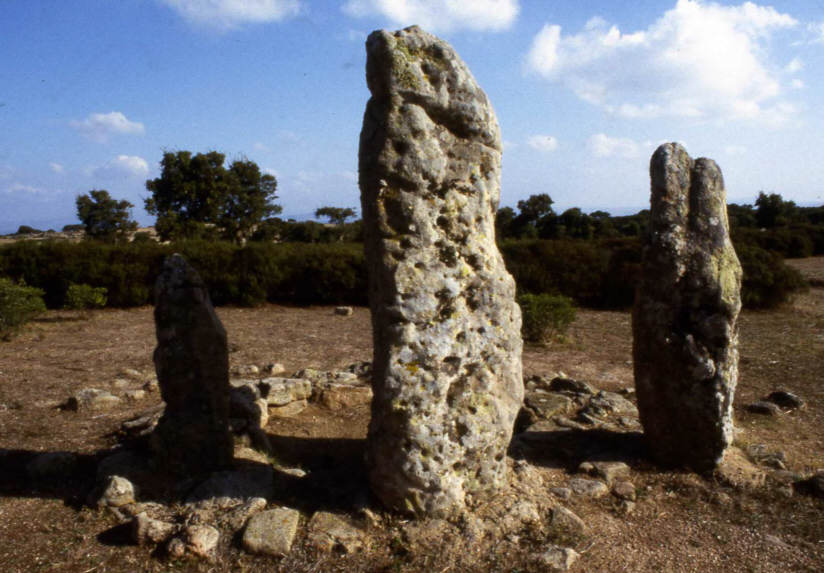
Menhir presso Goni

La storia della statuaria prenuragica e nuragica comprende il periodo fra il neolitico recente e l'età del ferro quando la statuaria fece la sua apparizione e si sviluppò col passare dei secoli nell'isola di Sardegna.

## Statuaria prenuragica

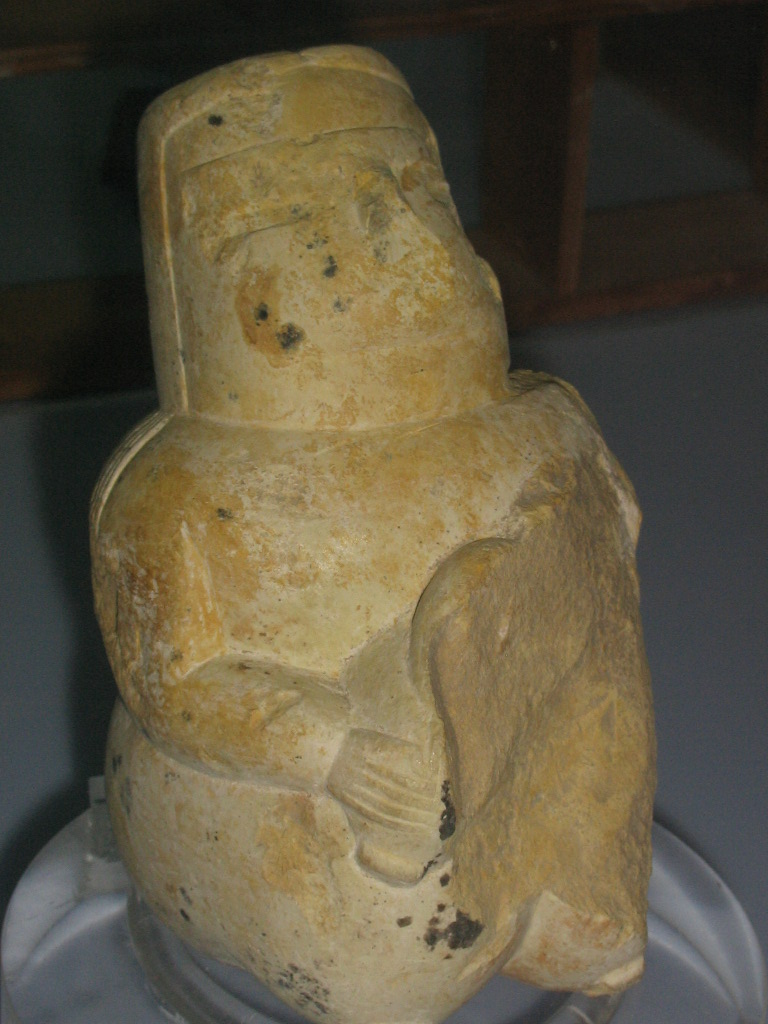
Stile volumetrico, Cultura di Ozieri, 3300-2700 a.C., Museo di Perfugas, idolo con bambino

Le testimonianze della scultura in Sardegna sono molto antiche. Il più remoto esempio è costituito dalla Venere di Macomer, in stile non finito, datata dall'archeologo Giovanni Lilliu al 3750-3300 a.C. in base a evidenti analogie con le veneri del paleolitico, mentre per l'archeologo Enrico Atzeni tale statuetta dovrebbe risalire al Neolitico antico. Studi effettuati di recente mettono ancora più in risalto l'appartenenza della piccola statua alla famiglia delle veneri paleolitiche e ne ipotizzano una retrodatazione al Paleolitico superiore o al Mesolitico.
Posteriori – ma sempre attinenti all'iconografia della Dea madre – sono i numerosi idoli in stile volumetrico prodotti dalla Cultura di Ozieri, tra i quali figura l'idolo di Perfugas raffigurante una dea nell'atto di allattare il proprio figlio. Tale simbologia sarà successivamente ripresa nella Civiltà nuragica con le cosiddette pietà nuragiche. Successivi alle dee volumetriche – ma sempre appartenenti al periodo neolitico – sono gli idoli in stile geometrico-planare, i quali potrebbero raffigurare la medesima dea neolitica nel suo aspetto infero in quanto tutti gli idoli appartenenti a tale stile furono rinvenuti nei sepolcri.
Le indagini condotte in seguito alla fortuita scoperta dell'altare preistorico di Monte d'Accoddi rivelarono che – in concomitanza con la produzione di piccole statue di stile geometrico – fosse già presente in Sardegna la grande statuaria, avendo il tempio di Accoddi restituito esempi di stele e di menhir. Di fianco alla rampa che portava alla sommità, le ricerche rivelarono la presenza di un grande menhir ed altri ancora furono posizionati nei suoi dintorni. Alla prima fase del sito – chiamata "del tempio rosso" – è riportabile un volto scolpito con motivi a spirale pertinente probabilmente ad una statua stele; alla seconda fase – detta "del grande tempio" – viene attribuita una stele in granito con figura femminile in rilievo.
Sempre entro il periodo pre-nuragico – ma stavolta durante l'Eneolitico – si ha una cospicua produzione di stele del tipo "Laconi", attribuite alla Cultura di Abealzu-Filigosa e caratterizzate da uno schema uniforme il quale – dall'alto verso il basso – prevede la stilizzazione del volto umano a forma di T, ossia la raffigurazione dell'enigmatico simbolo del "capovolto" o tridente e, al di sotto di questo, il rilievo di un doppio pugnale.

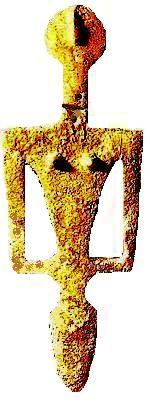
Stile geometrico, Cultura di Ozieri, 3300-2700 a.C., Museo Sanna, idolo infero
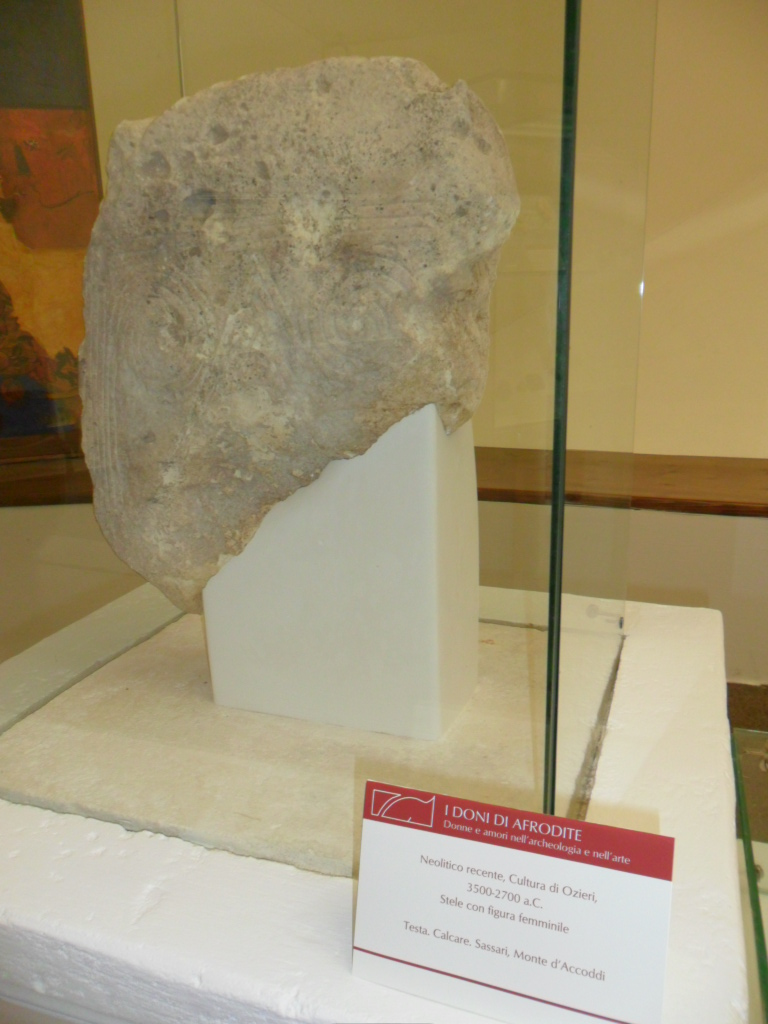
Cultura di Abealzu-Filigosa, 2700-2000 a.C., statua di divinità dall'Altare preistorico di Monte d'Accoddi, Museo Sanna
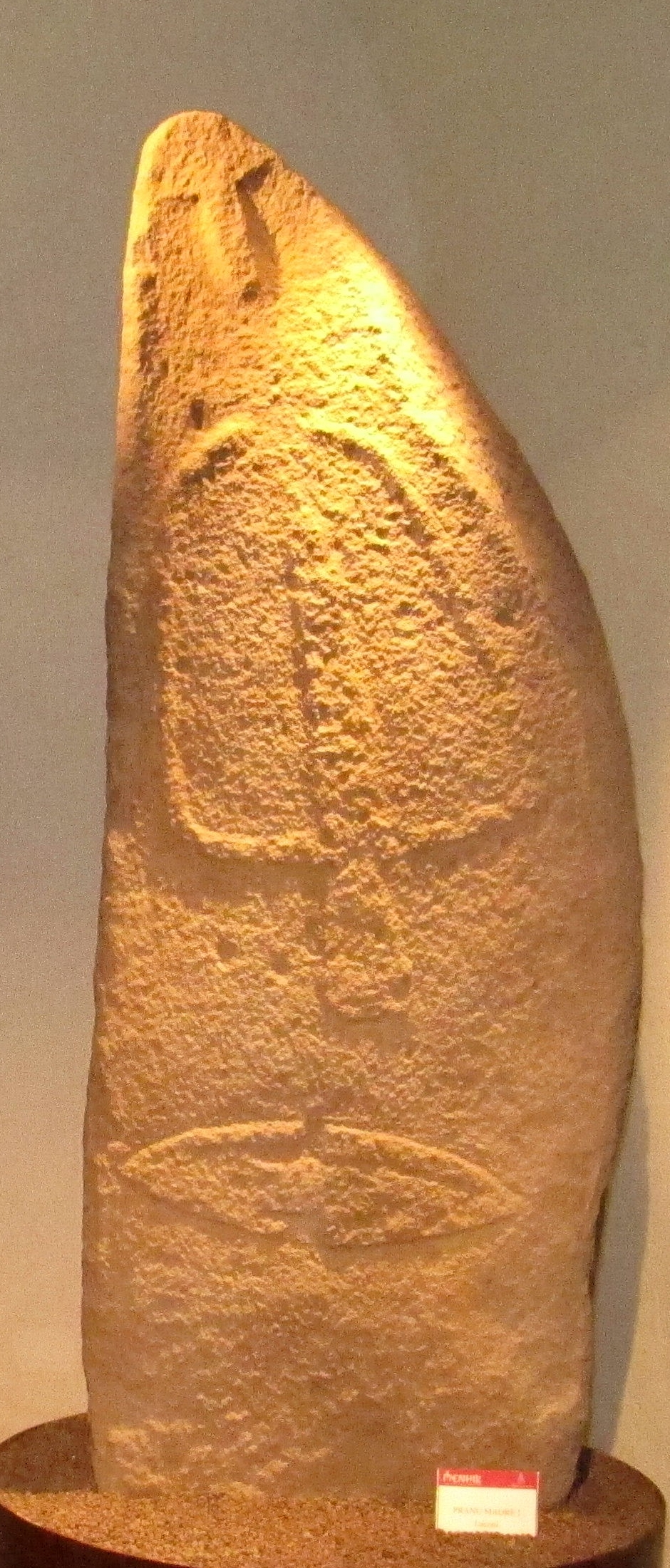
Statua menhir Laconi, Cultura di Abealzu-Filigosa, 2700-2000 a.C., statua di tipo maschile

## Statuaria nuragica
Nel Bronzo antico tanto in Sardegna come in Corsica si afferma il cosiddetto "epicampaniforme", ultima espressione della Cultura del vaso campaniforme. Da tale evento nascerà la Civiltà nuragica con linee di sviluppo architettoniche e culturali simili anche nel sud della Corsica, tanto che la facies nuragica gallurese presenta uno sviluppo sincronico con la Civiltà nuragica torreana.
Tuttavia mentre la comune tradizione architettonica delle isole del Mediterraneo centro-occidentale costituisce prova di stretti rapporti, proprio l'arte scultorea inizia a diversificarsi. In Sardegna si esaurisce la tradizione delle statue-stele eneolitiche mentre si afferma quella dei betili. In Corsica prosegue, senza soluzione di continuità, la tradizione con radici eneolitiche delle stele, sino alla produzione delle statue stele torreane durante l'intera età del bronzo.
Presupposto del comune processo artistico nelle due isole è l'affermazione della scultura a rilievo e a martellina, i cui motivi ispiratori divergono. Tra il 1600 a.C. ed il 1250 a.C. in Sardegna come in Corsica non si ha una statuaria propriamente antropomorfa ma vengono rispettivamente raffigurati in rilievo attributi sessuali e armi.
 

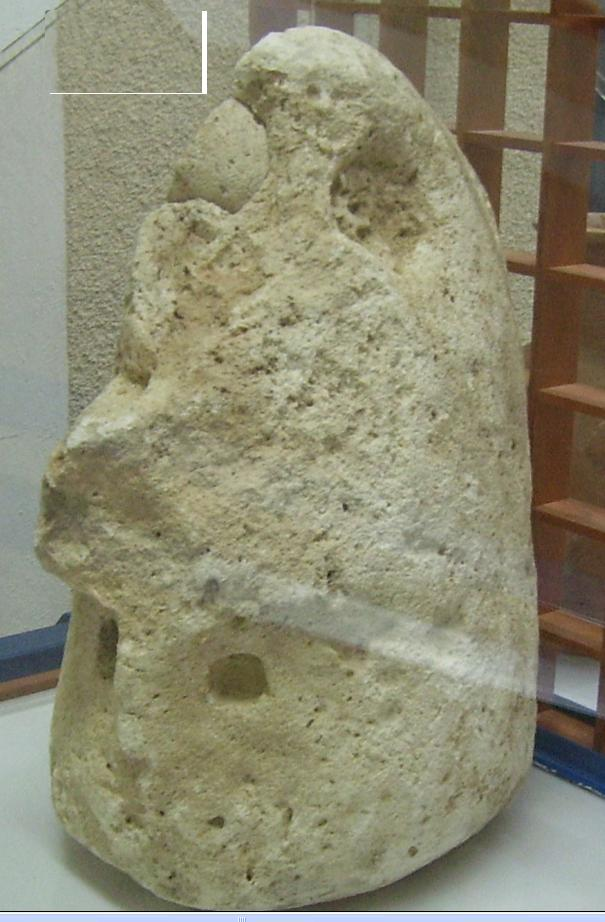
Testa di guerriero di Bulzi, con parte del corno dell'elmo ancora inserito.

In un successivo stadio evolutivo, la tecnica della scultura a rilievo – per la prima volta dopo la statuaria eneolitica – è stata impiegata in Sardegna per la rappresentazione di un volto umano, come dimostra il betilo di San Pietro di Golgo, presso Baunei. nel quale Lilliu notava un abbandono dell'antica ideologia aniconica per un ritorno alla rappresentazione dell'essere umano: 
(Giovanni Lilliu, Dal betilo aniconico alla statuaria nuragica, p. 1764.)
Questa ipotesi sembra trovare conferma nella particolare statua betilo di Viddalba (vedi sotto). Anche in Corsica, a partire dal 1250 a.C., le stele armate del bronzo medio si evolvono progressivamente nelle statue stele con la rappresentazione del volto e della testa ed un maggiore dettaglio della panoplia dei guerrieri

### Casi di scultura

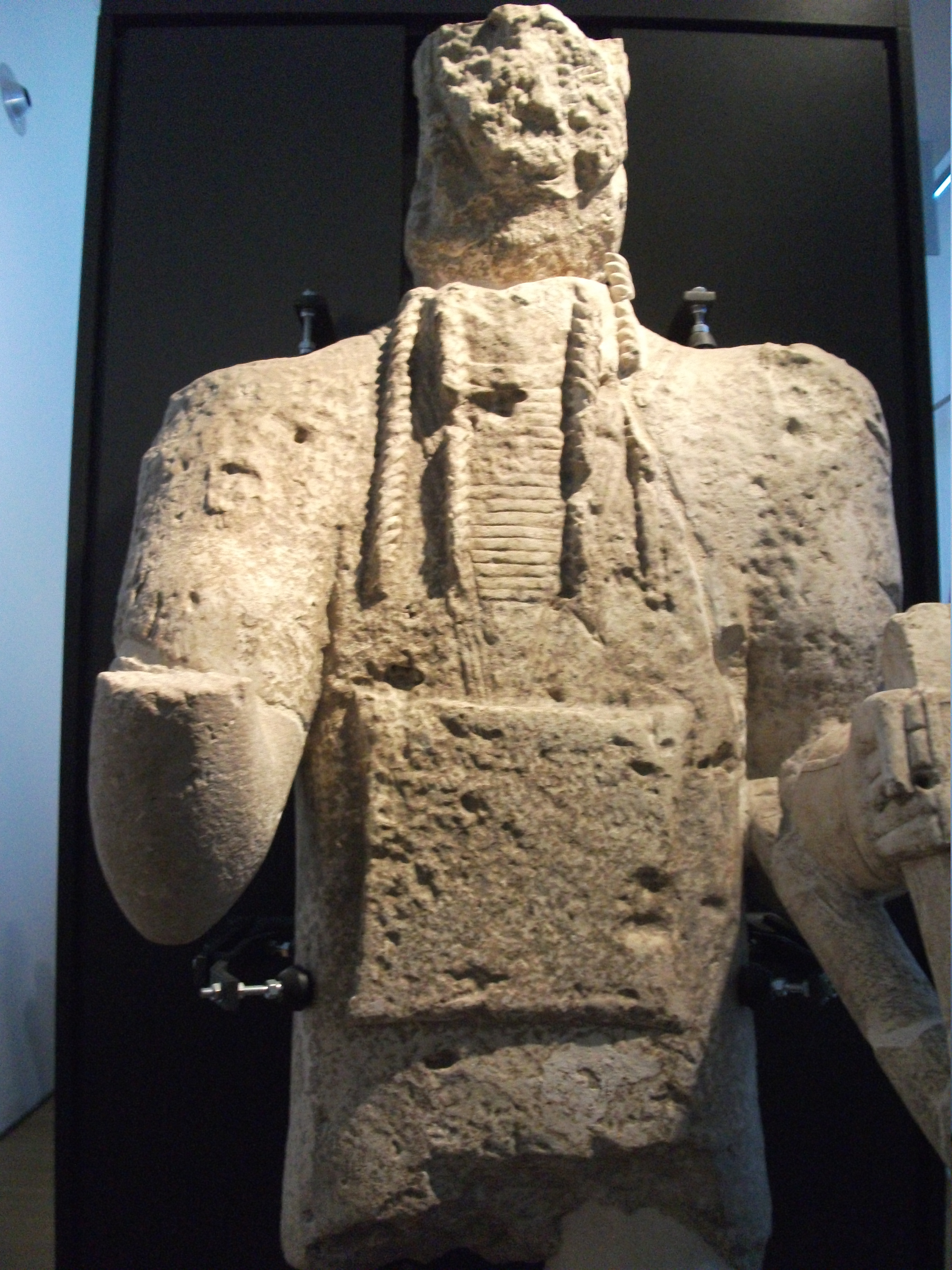
statua di arciere da Monte Prama (Cabras, OR)

Di data e contesto indeterminati sono i reperti scultorei di Viddalba, Ossi, questi custoditi al Museo Sanna di Sassari, e Bulzi, dei quali non si conosce neppure la provenienza esatta. Essi si contraddistinguono per essere a metà strada tra il betile e la statua. L'elmo crestato e appuntito rimanda anche in questo caso alla bronzistica, ed in particolare all'arciere di Serri e all'arciere corazzato trovato nel tempio a megaron di Domu 'e Urxia. Le statue sono scolpite su calcare, il volto con il tipico schema a T, in cui sono praticati due fori per rappresentare gli occhi. L'elmo crestato a visiera frontale è dotato di due incavi nei quali erano inseriti ad incastro i corni in pietra calcarea e dei quali residua un breve tratto. Se la cresta ricorda gli elmi dei bronzetti nuragici l'incavo in cui alloggiare i corni è un particolare comune alle statue-menhir di Cauria e Filitosa in Corsica datate al 1200 a.C., attribuiti alla Civiltà nuragica torreana, strettamente imparentata con quella nuragica.
A San Giovanni Suergiu, nella Sardegna meridionale, secondo lo studioso Paolo Bernardini appare di nuovo la statuaria monumentale, molto probabilmente in connessione con una necropoli. In quel sito una ricognizione di superficie ha recuperato tra le pietre ammucchiate dal dissodamento dei campi, una testa umana in pietra arenaria sormontata da un alto e ricurvo copricapo, ornato da zanne di animale. I tratti del volto, rovinatissimi, conservano ancora un occhio reso con lo stilema del doppio cerchiello, identico a quello dei Giganti di monte Prama, ed il mento fortemente appuntito; altri frammenti sembrano appartenere a un torso umano, solcato da una bandoliera, mentre più chiara è l'immagine di una palmetta, scolpita a rilievo e parzialmente dipinta in rosso

### I Giganti di monte Prama
I cosiddetti giganti di Monte Prama sono delle sculture nuragiche a tutto tondo, frutto di una grandiosa evoluzione della statuaria sardo-corsa dei secoli precedenti. Risalenti a una data che oscilla fra il VIII e il X secolo a.C., furono rinvenute casualmente nel 1974 nei pressi di Cabras in provincia di Oristano. Alte fra 2 e 2,5 metri, rappresentano pugili, arcieri, guerrieri e modelli di nuraghe.

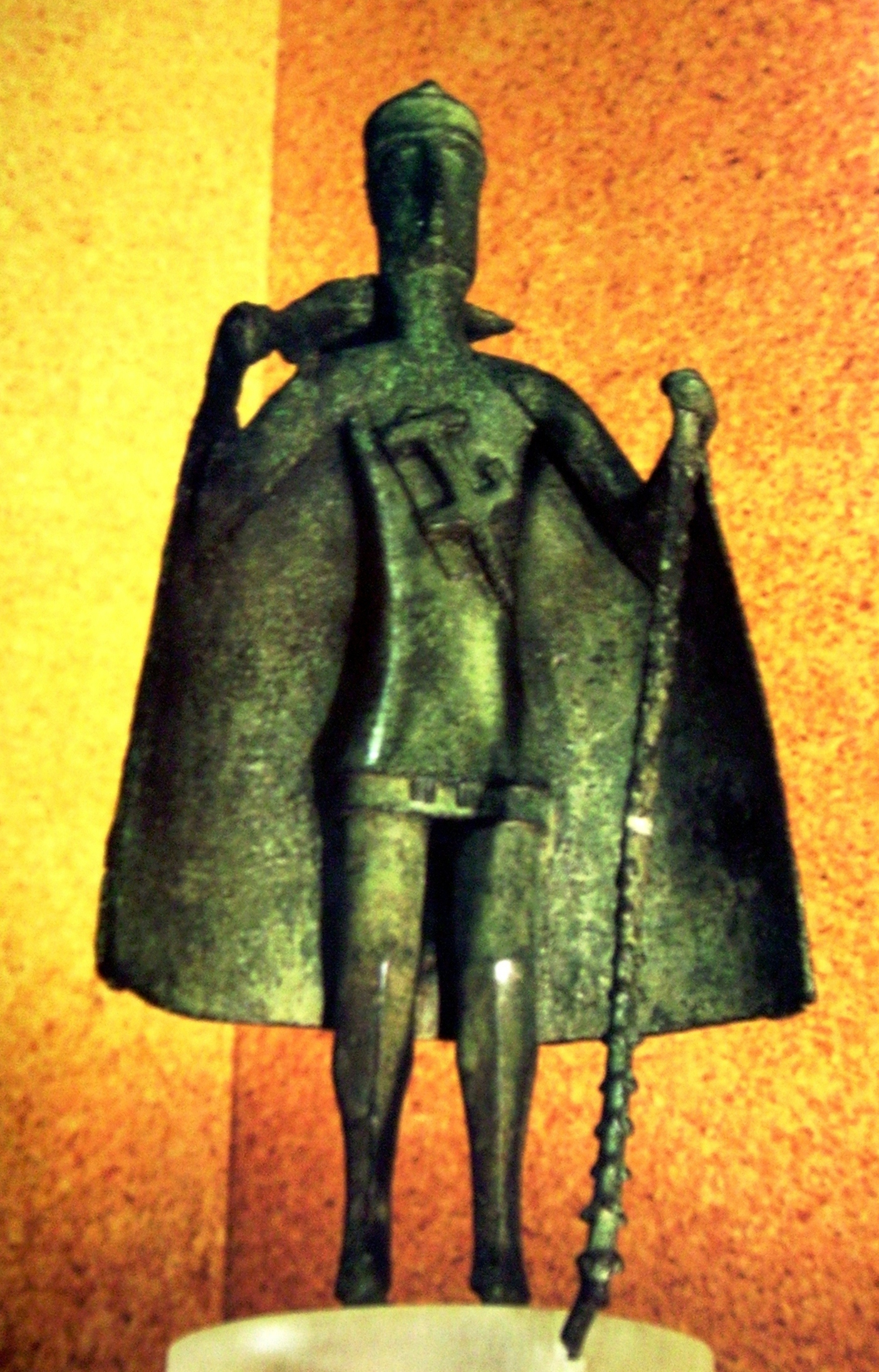
Bronzetto sardo - Cagliari Museo Archeologico Nazionale

### I Bronzetti
I bronzetti nuragici sono delle sculture bronzee (raffiguranti guerrieri, capi tribù, divinità, animali ecc.), di altezza variabile fino ai 40 cm, realizzate con la tecnica della cera persa. Risalgono probabilmente al periodo di transizione fra l'età del bronzo e l'età del ferro corrispondente alla fase nuragica detta delle "aristocrazie" ; tuttavia alcuni studiosi, basandosi anche su delle nuove scoperte, retrodatano la loro fabbricazione all'età del bronzo finale (XII secolo a.C. circa), in piena età nuragica.